# Le Quesnoy-en-Artois
Le Quesnoy-en-Artois är en kommun i departementet Pas-de-Calais i regionen Hauts-de-France i norra Frankrike. Kommunen ligger i kantonen Le Parcq som tillhör arrondissementet Montreuil. År 2022 hade Le Quesnoy-en-Artois 325 invånare.

## Befolkningsutveckling
Antalet invånare i kommunen Le Quesnoy-en-Artois
| Referens: INSEE |